# Сыдыков, Кубанычбек Камчыбекович
Кубанычбек Камчыбекович Сыдыков (кирг. Кубанычбек Сыдыков; 3 августа 1960, с. Беловодское, Московский район, Чуйская область, Киргизская ССР) — советский, киргизский артист балета, балетмейстер, хореограф-постановщик, педагог. Народный артист Кыргызской Республики (2000), лауреат Премии Правительства Кыргызской Республики (2000).

## Биография
- Родился 3 августа 1960 года в селе Беловодское, (Московского района, Чуйской области, Киргизия) в семье рабочих.
- В 1970 году в возрасте десяти лет с группой киргизских детей был принят в Московское академическое хореографическое училище (МАХУ) Минкультуры СССР (ныне МГАХ при ГАБТ России), затем продолжил учебу во Фрунзенском музыкально-хореографическом училище им. М. Куренкеева (ныне Бишкекское хореографическое училище им. Ч.Базарбаева) успешно окончив ее в 1979 году.
- С 1979 года — артист балета Киргизского государственного ордена Ленина академического театра оперы и балета им. А. Малдыбаева (ныне КНАТОиБ).

ДетиСыдыков Марат Кубанычбекович - артист балета КНАТОиБ им. А.Малдыбаева:Сыдыков Максат Кубанычбекович - артист балета, хореограф, режиссер - постановщик.

## Профессиональная деятельность
- С 1979 года  ведущий солист балета Кыргызского театра оперы и балета имени А.Малдыбаева;
- С 2002 по 2005 г. — Главный балетмейстер и художественный руководитель балетной труппы;
- С 2006 по 2016 г. — балетмейстер-постановщик вплоть до 2013 года, принимает участие в репертуарных спектаклях.
- В период с сентября 2015 года по январь 2016 года — доцент Кыргызской национальной консерватории имени К. Молдобасанова (кафедра режиссура - хореографии).
- С января по сентябрь 2016 года — главный балетмейстер Кыргызского театра оперы и балета имени А. Малдыбаева.
- С 2018 года педагог Бишкекского хореографического училища имени Ч. Базарбаева.
- Талантливый танцовщик героико-романтического плана, артист яркого дарования. В его репертуаре более 30-ти ведущих, заглавных и второстепенных партий в спектаклях национальной, русской и зарубежной классики[2].
- Кубанычбек Сыдыков представлял кыргызское хореографическое искусство в городах республики и за рубежом: Россия, Казахстан, Узбекистан, Китай, Турция, Бельгия, Индия, Швейцария. Участник «Всемирного фестиваля молодежи и студентов» в Москве (1985 г.), «Международного фестиваля культуры и науки среднеазиатских стран» (Республика Казахстан) в 1999 году.
- Автор и постановщик многочисленных хореографических номеров на музыку популярных композиторов, балетов современного и фольклорного направлений: «Поиск» А.Шаматова (авангард-балет, 1995 г.), «Саймалуу-таштар» О. Сакеева (одноактный балет, 1998 г.), «Ступени» А.Шаматова (авангард-балет, 2001 г.), «Вечность» К.Медетбековой (модерн-балет, 2001 г.), «Дуэль» В.Романа (одноактный балет, 2001 г.), «Анар» В.Власова, В.Фере (фрагмент балета, 2005 г.), адажио из оперы «Самсон и Далила» К.Сен-Санса (2007 г.), «Джамиля» В.Романа (одноактный балет, 2009 г.), «Доктор Айболит» И.Морозова (балет в двух действиях, 2009 г.), «Шехеразада» Н.Римского-Корсакова (одноактный балет, 2011 г.), «Половецкий стан» А.Бородина (хореографическая картина из оперы «Князь Игорь», 2011 г.), «Алай ханышасы – Курманжан-датка» («Курманжан-датка – царица Алая») С.Бактыгулова (балет-драма в двух действиях, 2011 г.).

## Награды
- За замечательный трудовой путь и выдающиеся достижения в творчестве награждён медалью Союза ССР «За трудовое отличие» в 1987 году.
- «Заслуженный артист Кыргызской Республики» (1992)
- «Народный артист Кыргызской Республики» (2000)
- Премии Правительства Кыргызской Республики для молодёжи «Жаштык»  2000 году.
- Международной музыкальной премии имени Абдыласа Малдыбаева в 2007 году [3].